# Atletica leggera ai Giochi della XXXI Olimpiade - Salto in lungo femminile

Le immagini salienti della Finale

Il salto in lungo ha fatto parte del programma femminile di atletica leggera ai Giochi della XXXI Olimpiade. La competizione si è svolta nei giorni 16-17 agosto allo Stadio Nilton Santos di Rio de Janeiro.

## Presenze ed assenze delle campionesse in carica
Per i campionati europei si considera l'edizione del 2014.
| Competizione         | Atleta                  | Prestazione | Rio 2016       |
| -------------------- | ----------------------- | ----------- | -------------- |
| Olimpiadi 2012       | Brittney Reese          | 7,12 m      | Presente       |
| Commonwealth 2014    | Ese Brume               | 6,56 m      | Presente       |
| Europei 2014         | Éloyse Lesueur          | 6,85 m      | Infortunata    |
| Asiatici 2014        | Maria Natalia Londa     | 6,55 m      | Presente       |
| Panamericani 2015    | Christabel Nettey       | 6,90 m      | Presente       |
| Africani 2015        | Joëlle Mbumi Nkouindjin | 6,31 m      | Solo triplo    |
| Mondiali 2015        | Tianna Bartoletta       | 7,14 m      | Presente       |
|                      |                         |             |                |
| Mondiali junior 2012 | K. Johnson-Thompson     | 6,81 m      | Nell'Eptathlon |

## La gara
Ai Trials USA Brittney Reese ha saltato 7,31 metri, la miglior prestazione per le atlete in attività. La campionessa olimpica si presenta con un ruolo da favorita. La sua rivale più pericolosa è la connazionale Tianna Bartoletta, campionessa mondiale in carica.

Il 10 luglio ottiene il diritto di partecipare alla competizione Dar'ja Klišina, unica russa presente ai Giochi nell'atletica leggera.

Il miglior salto in qualificazione è della serba Ivana Španović con 6,87 metri. La serba si migliora in finale con un primo salto a 6,95. Le due americane fanno nullo.

Al secondo turno Tianna Bartoletta si avvicina alla Spanovic con 6,94 e al terzo la eguaglia. La Reese invece si ferma a 6,79 e nei due turni successivi non trova la pedana.

Al quinto turno la gara ha una svolta: la Reese indovina un salto a 7,09; la Spanovic stabilisce il record nazionale con 7,08 poi la Bartoletta mette tutte d'accordo con 7,17 (è anche il record personale).

All'ultimo turno Brittney Reese si migliora a 7,15 ma non basta per l'oro, la Spanovic consolida la propria seconda posizione con 7,05 e la Bartoletta atterra a 7,13: è il suo primo salto da campionessa olimpica. Dar'ja Klišina ha svolto un ruolo da comprimaria finendo nona.

## Risultati

### Qualificazioni
Qualificazione: 6,75 m (Q) o le migliori 12 misure (q).
| Posizione | Gruppo | Nome                | Nazionalità   | Salti | Salti | Salti | Risultato | Note |
| Posizione | Gruppo | Nome                | Nazionalità   | 1°    | 2°    | 3°    | Risultato | Note |
| --------- | ------ | ------------------- | ------------- | ----- | ----- | ----- | --------- | ---- |
| 1         | A      | Ivana Španović      | Serbia        | 6,87  |       |       | 6,87      | Q    |
| 2         | A      | Malaika Mihambo     | Germania      | 6,63  | 6,82  |       | 6,82      | Q    |
| 3         | B      | Britney Reese       | Stati Uniti   | 6,78  |       |       | 6,78      | Q    |
| 4         | B      | Ksenija Balta       | Estonia       | 6,13  | 6,71  | –     | 6,71      | q    |
| 5         | A      | Tianna Bartoletta   | Stati Uniti   | 6,44  | 6,70  | 6,61  | 6,70      | q    |
| 6         | B      | Ese Brume           | Nigeria       | 6,32  | 6,67  | 6,49  | 6,67      | q    |
| 7         | A      | Lorraine Ugen       | Gran Bretagna | 6,44  | 6,58  | 6,65  | 6,65      | q    |
| 8         | A      | Dar'ja Klišina      | Russia        | 6,64  | n     | n     | 6,64      | q    |
| 9         | B      | Brooke Stratton     | Australia     | 6,40  | 6,46  | 6,56  | 6,56      | q    |
| 10        | A      | Maryna Bech         | Ucraina       | 6,49  | 6,47  | 6,55  | 6,55      | q    |
| 11        | A      | Sosthene Moguenara  | Germania      | 6,46  | n     | 6,55  | 6,55      | q    |
| 12        | B      | Jazmin Sawyers      | Gran Bretagna | 6,49  | 6,36  | 6,53  | 6,53      | q    |
| 13        | B      | Janay DeLoach       | Stati Uniti   | 6,45  | 6,50  | 6,46  | 6,50      |      |
| 14        | A      | Karin Melis Mey     | Turchia       | 6,49  | 6,43  | 6,40  | 6,49      |      |
| 15        | B      | Jana Veldakova      | Slovacchia    | 6,45  | 6,48  | 6,29  | 6,48      |      |
| 16        | A      | Bianca Stuart       | Bahamas       | 6,45  | 5,40  | 6,39  | 6,45      |      |
| 17        | A      | Chelsea Jaensch     | Australia     | 6,20  | 6,35  | 6,41  | 6,41      |      |
| 18        | A      | Alina Rotaru        | Romania       | 6,40  | n     | 6,38  | 6,40      |      |
| 19        | B      | Anna Kornuta        | Ucraina       | n     | 6,34  | 6,37  | 6,37      |      |
| 20        | A      | Christabel Nettey   | Canada        | 6,05  | 6,32  | 6,37  | 6,37      |      |
| 21        | B      | Shara Proctor       | Gran Bretagna | 6,36  | 6,34  | 6,30  | 6,36      |      |
| 22        | B      | Juliet Itoya        | Spagna        | 6,35  | n     | 5,69  | 6,35      |      |
| 23        | B      | Eliane Martins      | Brasile       | 6,33  | 6,24  | 6,30  | 6,33      |      |
| 24        | A      | Concepción Montaner | Spagna        | 6,23  | 6,23  | 6,32  | 6,32      |      |
| 25        | A      | Volha Sudarava      | Bielorussia   | 6,29  | n     | n     | 6,29      |      |
| 26        | B      | Maria Natalia Londa | Indonesia     | 6,21  | 6,29  | 6,29  | 6,29      |      |
| 27        | B      | Khaddi Sagnia       | Svezia        | 6,04  | 6,25  | n     | 6,25      |      |
| 28        | B      | Marestella Sunang   | Filippine     | 6,22  | 6,10  | 6,15  | 6,22      |      |
| 29        | A      | Yuliya Tarasova     | Uzbekistan    | n     | 6,10  | 6,16  | 6,16      |      |
| 30        | B      | Yvonne Treviño      | Messico       | n     | 6,16  | n     | 6,16      |      |
| 31        | A      | Anna Lun'ova        | Ucraina       | 6,12  | 6,15  | 6,14  | 6,15      |      |
| 32        | A      | Haido Alexouli      | Grecia        | 6,07  | n     | 6,13  | 6,13      |      |
| 33        | B      | Lynique Prinsloo    | Sudafrica     | 5,96  | n     | 6,10  | 6,10      |      |
| 34        | B      | Alexandra Wester    | Germania      | 5,98  | n     | n     | 5,98      |      |
| 35        | A      | Amaliya Sharoyan    | Armenia       | 5,58  | n     | 5,95  | 5,95      |      |
| 36        | B      | María del Mar Jover | Spagna        | n     | 5,82  | 5,90  | 5,90      |      |
| 37        | B      | Konomi Kai          | Giappone      | n     | n     | 5,87  | 5,87      |      |
| 38        | A      | Keila Costa         | Brasile       | 5,86  | 5,73  | 5,79  | 5,86      |      |

### Finale
| Record mondiale      | Galina Čistjakova    | 7,52 m | Leningrado | 11 giugno 1988    |
| Record olimpico      | Jackie Joyner-Kersee | 7,40 m | Seul       | 29 settembre 1988 |
| Capolista stagionale | Brittney Reese       | 7,31 m | Eugene     | 2 luglio 2016     |

Mercoledì 17 agosto, ore 21:15,
| Pos.    | Atleta             | Età | Nazione       | Salti | Salti | Salti | Salti           | Salti           | Salti           | Misura | Note                          |
| Pos.    | Atleta             | Età | Nazione       | 1°    | 2°    | 3°    | 4°              | 5°              | 6°              | Misura | Note                          |
| ------- | ------------------ | --- | ------------- | ----- | ----- | ----- | --------------- | --------------- | --------------- | ------ | ----------------------------- |
| Oro     | Tianna Bartoletta  | 31  | Stati Uniti   | n     | 6,94  | 6,95  | 6,74            | 7,17            | 7,13            | 7,17   | Miglior prestazione personale |
| Argento | Brittney Reese     | 30  | Stati Uniti   | n     | 6,79  | n     | n               | 7,09            | 7,15            | 7,15   |                               |
| Bronzo  | Ivana Španović     | 26  | Serbia        | 6,95  | n     | n     | 6,91            | 7,08            | 7,05            | 7,08   | Record nazionale              |
| 4       | Malaika Mihambo    | 22  | Germania      | 6,83  | n     | n     | 6,58            | 6,95            | 6,79            | 6,95   | Miglior prestazione personale |
| 5       | Ese Brume          | 20  | Nigeria       | 6,73  | 6,34  | 6,71  | 5,96            | 6,81            | n               | 6,81   |                               |
| 6       | Ksenija Balta      | 30  | Estonia       | 6,71  | n     | 6,79  | 6,71            | n               | 6,62            | 6,79   |                               |
| 7       | Brooke Stratton    | 23  | Australia     | n     | 6,69  | 6,64  | 6,74            | 6,64            | 6,53            | 6,74   |                               |
| 8       | Jazmin Sawyers     | 22  | Gran Bretagna | 6,55  | 6,69  | 6,57  | 6,53            | n               | n               | 6,69   |                               |
| 9       | Dar'ja Klišina     | 25  | Russia        | 6,63  | 6,60  | 6,53  | Non qualificate | Non qualificate | Non qualificate | 6,63   |                               |
| 10      | Sosthene Moguenara | 27  | Germania      | 6,61  | n     | 6,46  | Non qualificate | Non qualificate | Non qualificate | 6,61   |                               |
| 11      | Lorraine Ugen      | 25  | Gran Bretagna | 6,56  | n     | 6,58  | Non qualificate | Non qualificate | Non qualificate | 6,58   |                               |
|         | Maryna Bech        | 21  | Ucraina       | n     | n     | n     | Non qualificate | Non qualificate | Non qualificate | NM     |                               |